# LiveJournal
LiveJournal (a menudo abreviado como LJ) es el nombre de un sitio de weblog que permite a los internautas mantener un periódico o diario en línea. También es el nombre del software de servidor de código abierto que fue diseñado para ejecutarlo. Las diferencias entre LiveJournal y otros sitios de blogs son que LiveJournal incluye características al estilo The WELL con una comunidad y características de redes sociales similares a las de Friendster.
LiveJournal fue creado en 1999 por Brad Fitzpatrick como una forma de mantener a sus amigos del instituto actualizados acerca de sus actividades. En enero de 2005, la compañía de software para blogs Six Apart compró Danga Interactive, la compañía propiedad de Fitzpatrick que mantiene LiveJournal.
Actualmente, para 2011, entre los usuarios de LJ la mayoría constituyen el segmento ruso con 5 millones de usuarios registrados activos. Su popularidad en Rusia está muy por delante de Facebook o Twitter, siendo el sitio de blogs más usado en este país y en los países exsoviéticos y también utilizado por los rusohablantes que viven en todo el mundo.

## Características
Una serie de características distinguen a LiveJournal de otros sitios de weblog, una de las cuales es la "Página de Amigos", una lista de los comentarios más recientes de personas incluidas en la "Lista de Amigos" (algunas veces abreviada como "flist") - convirtiendo a LiveJournal en una comunidad de weblogs interconectados, y acercándolo a ser una red social de software. Otra característica especial es el empleo del sistema de referencia S2 para permitir a los usuarios personalizar la apariencia y funcionamiento de sus weblogs.
Igual que en otros servicios en línea, los usuarios pueden subir una pequeña imagen icónica, los usuarios de LiveJournal se refieren a ella como "userpic" o "icon", con la cual se distinguirán del resto de la comunidad (esta función de imagen de usuario es el avatar de usuario). Esta pequeña imagen opcional puede tener una resolución máxima de 100x100 píxeles. Los usuarios gratuitos de LiveJournal, cuyas cuentas son aproximadamente el 98% de la red, tienen un límite de 16 iconos intercambiables. Los poseedores de cuentas de pago, cuyas cuentas suponen un 1.6% de la red, pueden tener hasta 35, y pueden pagar un plus opcional para conseguir un total de 100.
El icono seleccionado por el usuario aparecerá entonces, si existe, en las publicaciones en páginas individuales de usuarios, y en las "Páginas de Amigos" de otros usuarios los cuales lo hayan hecho su amigo. El icono por defecto del usuario aparecerá destacado en el diario principal del usuario.
Cada usuario tiene una página de "Información de usuario", la cual es usada para describir las aficiones personales. Puede contener una gran variedad de información incluyendo información de contacto, una biografía, imágenes (enlazadas desde sitios externos), y listas de amigos, aficiones, y comunidades a las cuales pertenezca el usuario.

## Comunidad

### Demografía
Hacia mediados de noviembre de 2005, más de 8,7 millones de cuentas de usuarios habían sido creadas, de las cuales casi 1,4 millones se habían actualizado dentro de los últimos 30 días . De aquellos usuarios que ingresaron fecha de nacimiento, la vasta mayoría se encontraba en el grupo etario comprendido entre los 15 y 23 años de edad. De los que especificaron un género, más de dos tercios eran mujeres.
LiveJournal es más popular en países de habla inglesa que en otros países (aunque existe una función de selección del idioma), y para usuarios que ingresan un lugar, los Estados Unidos es el país más ampliamente representado.
También existe un considerable contingente de Rusia, pues muchos rusos han hecho de LiveJournal su mecanismo principal para realizar blogging. 
A continuación se hace una lista de las estadísticas recogidas hasta noviembre de 2005 (basadas en la información entregada por los usuarios):
- Estados Unidos - 4.101.631
- Canadá - 296.613
- Reino Unido - 237.813
- Federación Rusa - 236.916
- Australia - 108.946

A continuación los cinco estados norteamericanos con mayor cantidad de usuarios:
- California - 901.972
- Florida - 566.198
- Nueva York - 526.791
- Míchigan - 434.804
- Tejas - 388.144

### Interacción entre usuarios
Tal como ocurre con la mayoría de los weblogs, los usuarios pueden escribir comentarios en publicaciones ajenas, y así crear una cadena (o "thread") de mensajes al estilo de un foro de mensajes - cada comentario puede responderse individualmente y, de este modo, se comienza una nueva cadena. Todos los usuarios, incluidos aquellos que no pagan, pueden personalizar esta función eligiendo entre varias opciones: pueden ordenar al software que solo acepte comentarios provenientes de usuarios en su "Lista de Amigos" (o "Friends List", de aquí en adelante "flist") o que bloquee comentarios anónimos (lo cual quiere decir, solamente usuarios registrados de LiveJournal pueden hacer comentarios a sus publicaciones), puede ordenar que todo comentario nuevo sea "filtrado" (ie. escondido hasta que el autor de la publicación lo haya leído y aprobado), o incluso no permitir que se escriba mensaje alguno. El usuario tiene la opción adicional de recibir comentarios o respuestas directamente en su casilla de correo electrónico, siempre que la haya registrado con LiveJournal.
LiverJournal funciona, además, como alojamiento o "hosting" de comunidades o foros de discusiones grupales, los cuales abarcan una amplia gama de temas. (Por ejemplo, existe una comunidad que se ocupa específicamente de Wikipedia (en inglés) .) Cada comunidad tiene uno o más usuarios que la mantienen y tienen acceso a sus opciones y funciones.
Algunas áreas de LiveJournal dependen bastante de la participación voluntaria y de las contribuciones de los usuarios (ver, en inglés, . En particular, el Área de Soporte LiveJournal es administrada casi exclusivamente por voluntarios no remunerados. De forma similar, la página web se traduce a otros idiomas gracias al trabajo de los voluntarios. Sin embargo, estos esfuerzos se han ido reduciendo a causa de una creciente, y extendida, frustración. Muchos atribuyen la causa de esta frustración a una cierta falta de participación e interés en estos temas y problemas por parte de la gerencia de LiveJournal. 
En el pasado, el desarrollo del software de LiveJournal se había visto apoyado por una extensiva participación voluntaria. En febrero y marzo de 2003 hubo, incluso, una iniciativa (apodada el Bazaar) para incentivar la participación voluntaria. Se trató de ofrecer dinero a cambio de desarrollos o mejoras "deseadas" al sistema . El Bazar propuso, inicialmente, un esquema regular (mensual) de pago. Este, sin embargo, resultó pagándose solamente una vez, después de lo cual fue descuidado y olvidado, sin explicaciones por parte de la gerencia, hasta aproximadamente un año después de su creación, cuando fue cerrado. 
Hoy en día, las contribuciones voluntarias al software se consideran cada vez menos como posibles candidatas para una inclusión en el sistema, pues la compañía ha adquirido cada vez más empleados que se dedican a los intereses comerciales de la organización. Esto ha llevado a la formación de forks, o sistemas alternativos derivados de LiveJournal, muchos de los cuales introducen funciones nuevas, que los usuarios desearían encontrar en LiveJournal. En especial, aquellas funciones que se discuten frecuentemente en la comunidad de sugerencias de LiveJournal, suggestions (Incidentalmente, esta comunidad es frecuentemente estereotipada como superflua, ya que muchos de sus lectores regulares sienten que LiveJournal ha dejado de preocuparse por las ideas de sus usuarios, y que se dedica hoy exclusivamente a implementar aquellas propuestas por el equipo de desarrollo, en especial desde su adquisición por parte de Six Apart). 
En algunos casos, y por preocupaciones legales y administrativas, LiveJournal ha debido prohibir que algunos usuarios realicen contribuciones voluntarias.

### Usuarios y diarios notables
Ciertos LiveJournals se han hecho famosos en el correr de los años, por tener contenidos especialmente interesantes, incluyendo comentarios políticos y consejos anecdóticos sobre temas que van desde el cuidado de la casa hasta los acuarios. Algunos también, porque pertenecen a personajes de alguna forma conocidos o exitosos, incluyendo varios escritores famosos, artistas gráficos, personalidades de los medios de comunicación, programadores, etc.
Otros diarios, sin embargo, han acaparado la atención debido a desgracias asociadas a sus dueños. Ver, por ejemplo, 
- el diario de Rachelle Waterman, nombre de usuario smchyrocky, una adolescente en Alaska, que fue arrestada el 19 de noviembre de 2004 por el supuesto asesinato de su madre; su última entrada contiene una referencia a la muerte de su madre.
- el diario de John Dallas Lockhart, nombre de usuario ohbutyouwillpet, un abogado de 36 años de edad que escapó de Ohio, Estados Unidos, para evitar que se le imputaran múltiples cargos de abuso sexual a menores, entre ellos el de un infante de cuatro meses de edad.
- el diario de Jeff Weise, nombre de usuario weise, un estudiante de secundaria en Red Lake, Minnesota responsable de la masacre en la escuela secundaria Red Lake High School.

Los casos en que LiveJournal ha tenido un impacto en el "mundo real" incluyen a:
- homeless_at_nyu. En 2004 el diario de Steven Stanzak, un estudiante "sin hogar" de la New York University (NYU), recibió amplia atención nacional en los Estados Unidos. Stanzak había vivido en la biblioteca de la NYU por 8 meses, ya que no podía pagar el costoso alojamiento estudiantil. El estudiante hizo de su aventura una crónica en su LiveJournal y, al final, capturó el interés de los medios de comunicación, así como la atención del consejo directivo de la universidad, quien finalmente le otorgó temporalmente alojamiento gratuito e incrementó su ayuda económica.

- ea_spouse. Otro usuario que generó amplia discusión fue, el (hasta ahora) anónimo, conocido como ea spouse. Este usuario creó un diario con el propósito de realizar denuncias sobre prácticas comerciales posiblemente ilegales en el sitio web de EA Games. En noviembre de 2004, la veracidad de estas denuncias fue discutida durante varios días en sitios tales como Penny Arcade y Slashdot, hasta que una semana más tarde se entabló una demanda colectiva en contra de EA, relativa a irregularidades en los salarios de sus empleados.

- interdictor. Michael Barnett, el responsable de una empresa de internet en tiempos de crisis, que fue testigo presencial del Huracán Katrina, desde un centro de recolección de datos en el Distrito Comercial de Nueva Orleans, y que documentó en su blog el paso de Huracán por la zona, volviéndose famoso de la noche a la mañana.

Las entradas controvertidas o dramáticas pueden atraer, súbitamente, varios miles de comentarios, pues la robusta red social suele ser capaz de transmitir alertas a los usuarios; del mismo modo, páginas externas como la Encyclopædia Dramatica o LJ Drama categorizan estos acontecimientos y proporcionan enlaces a los diarios o entradas en cuestión.

### Utilización en Rusia
En Rusia, LiveJournal es usada frecuentemente como una herramienta de reclamo de los ciudadanos. En 2010, se crearon dos comunidades dentro de la red social para exigir transparencia a los funcionarios públicos.  Su importancia en la ex Unión Soviética también se evidencia en el hecho de que el ex primer ministro Dmitri Medvédev posee un blog en la red desde abril de 2009.

### Frank el Chivo
Frank el Chivo es la mascota de LiveJournal. Él es tratado como un ser vivo real por gran parte de los usuarios de Livejournal, y su breve "biografía", así como su "diario" lo reflejan.
En ocasiones, quienes llaman por teléfono al servicio de publicaciones telefónicas PhonePost, son informados de que "Frank el chivo agradece su llamada." Cuando esto sucede, ocurre al azar .

## Estableciendo redes sociales
La unidad, "red social" en LiveJournal es una cuaterna (con cuatro posibles estados de conexión entre un usuario y otro). Dos usuarios pueden no tener relación entre sí, como pueden tenerse mutuamente como "amigos", o bien ser uno "amigo" del otro, sin reciprocidad.
El vocablo "amigo" en LiveJournal es por sobre todo un término técnico; sin embargo, la palabra "amigo" tiene para muchos una fuerte carga emocional y en algunas comunidades como lj_dev y lj_biz, así como en suggestions se ha discutido, si es que el término debiera usarse de este modo. Este conflicto se discute en mayor detalle más adelante, en este artículo.
La lista de amigos de un usuario (también conocida como flist) frecuentemente incluye, en adición a usuarios individuales, a varias comunidades y servicios de RSS. Generalmente, los "amigos" de un usuario tienen acceso a publicaciones protegidas; además, esta etiqueta produce que las publicaciones de estos "amigos" aparezcan en la "Página de Amigos" del usuario. Los amigos también se pueden aglutinar en "grupos de amigos", lo cual permite a estas funciones un comportamiento más complejo.
Este uso doble de "amigo" como alguien a quien se lee, por un lado y como alguien en quien se confía, por el otro, no coincide necesariamente con el uso corriente del término. Entre los usuarios individuales, que pueblan la lista de amigos de un usuario determinado, puede, incluso, existir una mezcla de personas conocidas a través de amistades en el "mundo real", amistades por internet, usuarios que comparten ciertos intereses generales, y "amigos" por cortesía (reciprocidad, al ser etiquetado primero por este usuario.) A veces, una lista de amigos representa algo en absoluto emparentado con relaciones sociales, algo como una lista de lectura, una colección, un rompecabezas, o algo al azar sin significación social alguna. 
El hecho de que la palabra "amigo" sea usada en LiveJournal, sin calificativos, para describir unidades tan diametralmente distintas, puede resultar a veces en conflictos y suceptibilidades heridas, así como en diversos malentendidos. La situación se intensifica por el hecho de que marcar o desmarcar a un usuario como "amigo" es tan simple como apretar un botón, mientras que en la vida real las amistades se desarrollan y desintegran durante largos períodos de tiempo. Dado que la creación de una relación de "amigos" en LiveJournal no requiere del permiso de nadie, y solo basta la acción por parte de un usuario individual, cualquier usuario puede marcar como amigo a cualquier otro. Muchos usuarios tienen aprehensiones, y temen ser marcados como "amigo" de algún personaje controvertido o bien, de alguien a quien decididamente no quieren tener como amigo, en ningún sentido. Para combatir esto, se ha creado una función que permite a los usuarios "esconder" la lista de usuarios que los han marcado como amigos .
El 1 de abril de 2004 (fiesta anglosajona parecida al Día de los Inocentes), el equipo de Livejournal hizo una broma en que se cambiaron los términos "amigo" y "amigo de" por "acosados" ("stalking") y "acosado por" ("stalked by"). Aunque bastantes usuarios lo encontraron gracioso y propusieron mantener los nuevos términos, el asunto causó controversia, particularmente entre víctimas de acoso .
A pesar de estos problemas, la palabra friend sigue siendo utilizada para definir estas multifacéticas relaciones en Livejournal. Se presume que esto refleja la intención de los diseñadores, de que LiveJournal vaya más allá de ser una estructura organizacional en línea, y se convierta en algo así como una comunidad, análoga al concepto existente en el mundo "offline".

## Controversias

### Sistema de Invitaciones
A partir del 2 de septiembre de 2001 hasta el 12 de diciembre de 2003, el crecimiento de LiveJournal se controló con un sistema de invitaciones. Esa medida se precipitó por el hecho de que el número de usuarios creció demasiado rápido y la arquitectura del sistema no pudo soportar esa carga. La introducción de un sistema de invitaciones implicó que los nuevos usuarios se vieron obligados a obtener un código de invitación mediante un usuario ya activo, o bien podían adquirir una nueva cuenta pagando una suma determinada (las cuentas de tipo pagado se revierten a cuentas de tipo gratuito al término del periodo del contrato). El sistema de invitación también tuvo el efecto de prevenir el abuso de ciertos usuarios al restringir la creación de varias cuentas a la vez, que en muchas ocasiones no eran utilizadas. Nuevas mejoras en la arquitectura del sistema permitieron que LiveJournal quitara el sistema de invitaciones.
Apenas LiveJournal removió el sistema de invitaciones hubo diversas reacciones entre los usuarios, y muchos de ellos se opusieron al cambio. Un buen número de usuarios sintió que el sistema de invitaciones otorgaba a LiveJournal un toque de elitismo, mientras otros argumentaban que ayudó a crear una comunidad más pequeña y unida. Otros usuarios, entre los cuales destacaban los responsables de administrar LiveJournal, respondieron a estas críticas diciendo que el sistema de invitaciones había sido implementado desde un principio tan solo como una medida temporal.

### Decisiones del equipo antiabusos
A medida que LiveJournal ha ido creciendo, los administradores han tenido que enfrontar problemas sobre el contenido encontrado en el sitio. Debido a estos problemas, LiveJournal ha definido términos de uso, tal como muchos otros servidores Web. Los términos de uso detallan la libertad de expresión, pero al mismo tiempo incluyen una lista de conductas inaceptables tales como spamming, violaciones de los derechos de autor y el hostigar a otros usuarios. LiveJournal creó un "equipo antiabusos" para supervisar el cumplimiento de los términos del contrato. Este equipo es la entidad encargada de responder a todo reclamo que se pueda presentar por violaciones de los derechos de autor o de la ley.
El "equipo antiabusos" ha sido criticado en varias ocasiones por su manera de lidiar con supuestas violaciones de los términos. Muchos usuarios han expresado que el equipo ha reaccionado de manera demasiado severa frente a casos de supuestas violaciones de los términos del contrato (o lo opuesto, que ha dejado que ciertas violaciones evidentes sigan impunes). En noviembre de 2004 se generó una polémica, cuando un documento destinado al "equipo antiabusos" salió a la luz antes de su publicación oficial. Fue inevitable que se hicieran comparaciones entre el documento y los términos de uso y algunos usuarios sintieron que el nuevo documento era más restrictivo que los términos de uso originales (mientras que la opinión de otros fue que los amplios contenidos de los términos de uso ya cubrían lo que el nuevo documento dictaba). El nuevo documento ha sido publicado oficialmente,  tal y cómo se había planeado.
Un pequeño grupo de usuarios que ha sido afectado por las políticas del "equipo antiabusos" ha decidido dejar LiveJournal en favor a otros servidores de blogs, pero este grupo es minúsculo en comparación a la vasta base de usuarios de LiveJournal. Las nuevas políticas de LiveJournal han generado entre muchos la opinión de que LiveJournal es un servidor para adolescentes, diarios personales y redes sociales pero que es muy restrictivo cuando se trata de periodismo Web formal. La opinión de otros es que el "equipo antiabusos" está realizando su función como debe y solo ha restringido/bloqueado a usuarios con malas intenciones o con un historial de varias violaciones a los términos de uso. Naturalmente, en la opinión de dicho equipo, LiveJournal es un servidor que sí permite periodismo Web en forma prudente, siempre y cuando no haya ninguna trasgresión a los términos de uso.

## Venta a Six Apart
Danga Interactive, la compañía que creó LiveJournal, fue inicialmente creada por Fitzpatrick quien también fue inicialmente dueño de la compañía en su totalidad. Mientras LiveJournal crecía, varias empresas hicieron ofertas de compra a Fitzpatrick pero desde un principio rechazó toda oferta ya que no quería dejar su proyecto (al cual denominó su "bebé") en las manos de otros que no compartieran los principios básicos del sitio. Estos principios eran: dependencia de los ingresos de las cuentas pagadas para costear las operaciones del sitio, la oposición de desplegar publicidad comercial en LiveJournal, un modelo de soporte a través de voluntarios y el apoyo del movimiento del software libre. No obstante, como el aspecto administrativo empezó a consumir más y más del tiempo de Fitzpatrick, el comenzó a tomar en serio las ofertas de adquisición ya que el prefería enfocarse el aspecto técnico de LiveJournal.
Finalmente Ben y Mena Trott, cofundadores de Six Apart, se juntaron con Fitzpatrick y pudieron ganarse su confianza al demostrar que compartían los principios base que Fitzpatrick había establecido para LiveJournal. Fitzpatrick decidió que vender LiveJournal a Six Apart le permitiría desarrollar los aspectos técnicos mientras que los conocimientos de Six Apart podrían mejora la usabilidad y el diseño del sitio. El interés de Six Apart en comprar LiveJournal y Danga se originó en el hecho que ya eran dueños de otros productos que permitían el blogging.

### Reacción de la comunidad de usuarios
Los rumores de la inminente venta de Danga a Six Apart se reportaron inicialmente por el periodista Om Malik de la revista Business 2.0 en su blog el 4 de enero de 2005.  Archivado el 19 de diciembre de 2005 en Wayback Machine. El rumor se propagó inmediatamente y los usuarios iniciaron una discusión sobre las posibilidades de venta de la compañía que era dueña de LiveJournal.
- El día siguiente, se empezó a asumir que venían grandes cambios entre los cuales estaba el rumor que LiveJournal requeriría que todos sus usuarios pagaran por sus cuentas; tal fue el pánico causado que muchos usuarios sacaron copias de sus diarios e impactaron el desempeño del sitio. A las pocas horas Fitzpatrick confirmó la venta de LiveJournal e insistió en que los principios fundamentales de la compañía no se verían afectados por la adquisición. Fitzpatrick también detalló que él y los demás empleados de Danga continuarían manejando LiveJournal y que él había determinado antes de vender que Six Apart estaba comprometido a conservar los principios fundamentales del sitio.

La gran mayoría de usuarios apoyaron la decisión de Fitzpatrick pero hubo algunos que criticaron el hecho que Six Apart no apoyaba el software libre completamente ya que se dedicaba a la venta de "software propietario". También hubo desacuerdo en los cambios que se le hicieron al documento de principios de LiveJournal . Además aunque algunos usuarios confiaban en Fitzpatrick, después de la venta sintieron que él ya no tenía control sobre el sitio.
Los que apoyaban a Fitzpatrick publicaron varias respuestas a las declaraciones hechas contra su persona y su compañía.  Notaron que la gran mayoría del código de LiveJournal continuaría siendo de fuente abierta ya que su licencia se encontraba bajo el GPL. Además notaron que la mayoría de cambios al documento de principios eran más que todo cambios a palabras para evitar problemas legales (este documento nunca tuvo la intención de ser un contrato legal).
Otras personas que apoyaban a Fitzpatrick declararon que, como Fitzpatrick era el único dueño de Danga Interactive, tenía todo derecho a vender la compañía a quien quisiera sin consultar a la base de usuarios.
Finalmente, el mismo Fitzpatrick declaró que se había cansado del aspecto administrativo del sitio al punto que hasta había considerado clausurarlo. Fitzpatrick dijo: "Yo sabía que hubiera clausurado el sitio por cuenta propia si no obtenía ayuda." 

## Otros sitios que corren bajo el motor LiveJournal
El software que ejecuta LiveJournal es de fuente abierta y está escrito principalmente en Perl. Gracias a este hecho varias comunidades han sido diseñadas con el software de LiveJournal. A excepción de DeadJournal y GreatestJournal estas comunidades suelen ser inestables y de corta duración. Un ejemplo de esto es el cierre de uJournal en agosto de 2004, hecho que dejó a unas 100,000 cuentas sin servidor antes que fueran traspasadas a AboutMyLife. Otro ejemplo es Journalfen, el cual se ha puesto fuera de línea en varias ocasiones y se ha visto plagado de spam aunque ha tratado de mantener su enfoque en una sola comunidad.

## Línea cronológica de LiveJournal
| - 18 de marzo de 1999 -- LiveJournal se lanza (La primera entrada: ; la primera versión del código del servidor: ) - 17 de noviembre de 1999 -- El journal titulado news es creado. - 1 de abril de 2000 -- Son introducidas las "Message boards" (permiten comentarios en las entradas de los journals) - 21 de mayo de 2000 -- Se le agrega la línea del título de las entradas - 2 de agosto de 2000 -- Se agrega la opción de "Interests" a la información del usuario (intereses) - 3 de agosto de 2000 -- La primera versión del Directory Search (Búsqueda de Directorio) es puesta en la fase Beta de desarrollo. - 15 de agosto de 2000 -- Primera versión del foro de soporte técnico (El requerimiento más antiguo que todavía se encuentra en el sitio: ) - 22 de agosto de 2000 -- El directorio por tema es implementado. (ha cesado de existir) - 25 de agosto de 2000 -- Se introducen los Mensajes de Texto - 13 de septiembre de 2000 -- Se definene los beneficios de las cuentas pagadas. - 14 de noviembre de 2000 -- Usuario visions desarrolla la primera versión de su cliente de Windows. - 1 de diciembre de 2000 -- Nace el journal changelog - 16 de diciembre de 2000 -- Las Communities (Comunidades) son implementadas - 12 de enero de 2001 -- Se introduce el esquema Dystopia para el sitio - 18 de marzo de 2001 -- Nacen las Encuestas creadas por usuarios - 24 de marzo de 2001 -- El código del servidor LiveJournal se convierte a fuente abierta. - 16 de mayo de 2001 -- Se otorga el primer privilegio de soporte: supporthelp - 2 de septiembre de 2001 -- Se introducen los códigos de invitación - 4 de noviembre de 2001 -- avva se convierte en el primer empleado de tiempo completo. - 5 de enero de 2002 -- Se ejecuta un depuración de usuarios por primera vez para quitar los nombres de usuario que ya habían sido bloqueados o eliminados. - 2 de febrero de 2002 -- Se organiza un clúster de bases de datos - 1 de abril de 2002 -- Nueva categoría de soporte: Communities (Comunidades) - 14 de abril de 2002 -- LiveJournal se cambia a UTF-8 - 3 de mayo de 2002 -- Se inicia la traducción de la interfaz Web a otros idiomas. - 3 de julio de 2002 -- Se crea Zilla (base de datos para rastrear errores y proyectos)(El primer ingreso a la base: (enlace roto disponible en Internet Archive; véase el historial, la primera versión y la última).) - 8 de julio de 2002 -- Se introduce RSS - 22 de agosto de 2002 -- Se introducen los primeros privilegios de interino - 26 de noviembre de 2002 -- La categoría de soporte, Customization (Personalización) se cierra. - 29 de diciembre de 2002 -- Se añade la categoría Syndication (Sindicación) al área de soporte. | - 16 de enero de 2003 -- El estilo lenguaje de programación Style System 2 (S2) es puesto en la fase Beta de pruebas. - 18 de marzo de 2003 -- Se introduce el esquema XColibur al sitio - 11 de abril de 2003 -- LiveJournal alcanza el millón de usuarios. - 24 de octubre de 2003 -- Se introduce el sistema de ingresar artículos a través del correo electrónico (correo electrónico) - 29 de octubre de 2003 -- Nueva categoría de soporte: Style Systems (Sistema de Estilos) - 12 de noviembre de 2003 -- Se introduce el sistema que permite a los usuarios ingresar nuevos artículos de manera telefónica. - 12 de diciembre de 2003 -- Se eliminan los códigos de invitación. - 12 de diciembre de 2003 -- LiveJournal transmite anuncios en las salas de cine de: San Francisco, Portland, Seattle y Denver. - 17 de diciembre de 2003 -- Se autoriza que los códigos de invitación que no fueron utilizados sean puestos en uso como cupones de descuento de LiveJournal hasta el 31 de diciembre. - 2 de enero de 2004 -- Se realizan cambios al sistema de ingreso (login) y de contraseñas (claves de usuario) - 29 de enero de 2004 -- LiveJournal llega a los dos millones de usuarios. - 12 de febrero de 2004 -- La primera colorbar (barra de color) se lanza. - 12 de mayo de 2004 -- LiveJournal gana el premio "People's Voice" en los Webby Awards en la categoría de Comunidad (Community). - 22 de julio de 2004 -- LiveJournal provee servicios de servidor de fotos gracias a una unión con FotoBilder. - 19 de noviembre de 2004 -- El LiveJournal de Rachelle Waterman alcanza notoriedad después que es arrestada bajo cargos de orquestrar el asesinato a su madre. - 5 de enero de 2005 -- Brad Fitzpatrick vende Danga Interactive y LiveJournal a Six Apart por una cantidad no revelada (pero que se estima que fue mayor a una millón de dólares), Archivado el 30 de septiembre de 2007 en Wayback Machine. - 14 de enero y 15 de enero de 2005 -- La compañía que administra los servidores de LiveJournal, Internap, sufre una falla eléctrica. Como resultado, LiveJournal está fuera de línea por más de 24 horas mientras Fitzpatrick y los demás Administradores trabajan en restaurar los más de 100 servidores. El sitio de noticias Slashdot reporta el incidente a las 3:30 GMT. Este incidente fue nombrado "The Great LJ Blackout of 2005" of "El gran apagón de LJ del 2005". - 22 de abril de 2005 -- Los ganadores del segundo concurso anual de diseño son presentados: (sus nombres en inglés) A Novel Conundrum, 3 Column Style, Tranquility II, Flexible Squares y Nebula. - 1 de junio de 2005 - Varias actualizaciones: Las entradas por vía telefónica se guardan como.mp3, la mayoría de ganadores del concurso de diseño se implementan para el uso de los usuarios y los "journals" eliminados por más de treinta días son borrados de los servidores. - 7 de junio de 2005 - LiveJournal inicia una venta de 24 horas que permite a los usuarios comprar las cuentas permanentes por $150 cada una. - 15 de junio de 2005 - LiveJournal inicia el soporte completo para las tags (viñetas). - 19 de julio de 2005 - Nueva categoría de soporte técnico: Issue Investigation (Investigación de problemas) mientras que las categorías de Embedding (Insertar) y Press (prensa) son clausuradas. - 18 de noviembre - 19 de noviembre de 2005 - El centro de datos se mueve de Internap, localizado en Seattle a la base de operaciones de Six Apart en San Francisco. |

## Artículos de prensa
Artículos de prensa (en inglés) que están relacionados con LiveJournal.
- Structure and Evolution of Blogspace,

Análisis de LiveJournal publicado en diciembre de 2004 por la ACM o Association of Computing Machinery en su publicación Communications of the ACM.
- Journals might be gaining ground, Artículo de septiembre de 2002 del San Jose Mercury News
- Young Web whiz blogs his way to a bundle Archivado el 30 de septiembre de 2007 en Wayback Machine., Artículo de enero de 2005 que detalla la venta de LiveJournal, tomado de The Oregonian.
- Youth craft new world on Web site, Artículo de enero de 2005 que investiga el hecho que cada día más personas obtienen sus noticias de fuentes Web en vez de las vías de comunicación masiva.
- Detalla los cambios en Soporte Técnico de LiveJournal.com.
- Pulling sense out of today’s informational chaos: LiveJournal as a site of knowledge creation and sharing Archivado el 11 de febrero de 2005 en Wayback Machine., Artículo tomado de First Monday